# بيزو شنغالو
بيزو شنغالو (بالإنجليزية: Pizzo Cengalo)‏ هو أحد جبال سلسلة بريغاغليا في جبال الألب ويقع على الحدود بين إيطاليا (مقاطعة سوندريو، إقليم لومبارديا) وسويسرا (كانتون غراوبوندن). يحتل المرتبة رقم 85 في قائمة جبال سويسرا من حيث الارتفاع، إذ يبلغ ارتفاعه حوالي 3369 متر، بينما يبلغ ارتفاع نتوء الجبل 620 متر، وقد سجل أول وصول لقمة الجبل عام 1866.
في 28 ديسمبر 2011 . انفصل 1.5 مليون متر مكعب من الصخور عن قمة الجبل ، مما تسبب في حدوث انهيار أرضي هائل على الجانب السويسري من الجبل أمكن سماعه في قريتي سوليو وبوندو. ونظرًا لأنه من المتوقع حدوث انهيار صخري ضخم لاحقًا في نفس المنطقة ، فقد تم إغلاق بعض مسارات المشي والتسلق. في 23 أغسطس / آب 2017 ، حدث انهيار أرضي آخر على الجبل ، قُدِّر بحوالي ثلاثة أضعاف ما حدث في عام 2011.